# 3863 Гиляровский
3863 Гиляровский (на английски: Gilyarovskij) е астероид от астероиден пояс, открит на 26 септември 1978 г. от Людмила Журавльова; обикаля около Слънцето по време на 3,55 години, при средна дистанция от 2,3246 АЕ. Наречен е на руския писател В. А. Гиляровски